# Eredivisie w piłce siatkowej mężczyzn (2023/2024)
Eredivisie w piłce siatkowej mężczyzn 2023/2024 (oficjalna nazwa ze względów sponsorskich: BetCity Eredivisie Mannen 2023/2024) – 77. sezon mistrzostw Holandii w piłce siatkowej zorganizowany przez Coöperatie Eredivisie Volleybal Nederland (CEVN) we współpracy z Holenderskim Związkiem Piłki Siatkowej (Nederlandse Volleybalbond, Nevobo). Zainaugurowany został 20 października 2023 roku.
W rozgrywkach uczestniczyło 10 drużyn. W porównaniu z poprzednim sezonem z Eredivisie wycofały się kluby Taurus i VCN. Młodzieżowy zespół Talentteam Papendal Arnhem brał udział wyłącznie w fazie zasadniczej i nie podlegał ostatecznej klasyfikacji.
Eredivisie w sezonie 2023/2024 składała się z fazy zasadniczej, drugiej fazy oraz fazy play-off.
Po raz trzeci mistrzem Holandii został Active Living Orion Doetinchem, który w finałach fazy play-off pokonał zespół Draisma Dynamo Apeldoorn.
Od tego sezonu odpowiedzialność za organizację rozgrywek od Holenderskiego Związku Piłki Siatkowej przejęła nowo powstała organizacja Coöperatie Eredivisie Volleybal Nederland. Sponsorem tytularnym najwyższej klasy rozgrywkowej zostało przedsiębiorstwo bukmacherskie BetCity.

## System rozgrywek
Eredivisie w sezonie 2023/2024 składała się z fazy zasadniczej, drugiej fazy oraz fazy play-off.
Faza zasadnicza

W fazie zasadniczej drużyny rozegrały ze sobą po dwa spotkania systemem kołowym (mecz u siebie i rewanż na wyjeździe). Cztery najlepsze zespoły awansowały do grupy A drugiej fazy, zespoły z miejsc 5–9 trafiły natomiast do grupy B. Talentteam Papendal Arnhem niezależnie od zajętego miejsca w tabeli nie uczestniczył w drugiej fazie i nie podlegał ostatecznej klasyfikacji.
Druga faza

W grupie A oraz w grupie B drużyny rozegrały ze sobą po dwa spotkania systemem kołowym. Drużyny rozpoczynały tę fazę z następującą liczbą punktów:
| Grupa A                     | Grupa A | Grupa B                     | Grupa B |
| --------------------------- | ------- | --------------------------- | ------- |
| Drużyna                     | Pkt     | Drużyna                     | Pkt     |
| 1. drużyna fazy zasadniczej | 3 pkt   | 5. drużyna fazy zasadniczej | 4 pkt   |
| 2. drużyna fazy zasadniczej | 2 pkt   | 6. drużyna fazy zasadniczej | 3 pkt   |
| 3. drużyna fazy zasadniczej | 1 pkt   | 7. drużyna fazy zasadniczej | 2 pkt   |
| 4. drużyna fazy zasadniczej | 0 pkt   | 8. drużyna fazy zasadniczej | 1 pkt   |
|                             |         | 9. drużyna fazy zasadniczej | 0 pkt   |

Dwie najlepsze drużyny z grupy A awansowały bezpośrednio do półfinałów fazy play-off. Pozostałe zespoły z grupy A oraz dwa najlepsze z grupy B uczestniczyły w ćwierćfinałach fazy play-off. Drużyny, które zajęły miejsca 3-5 w grupie B, zakończyły udział w rozgrywkach. Żaden zespół nie spadł do niższej ligi.
Faza play-off

Faza play-off składała się z ćwierćfinałów, półfinałów oraz finałów. Ćwierćfinałowe pary utworzone zostały według klucza:
- para 1: A3-B2;
- para 2: A4-B1.

Rywalizacja w parach toczyła się do dwóch zwycięstw ze zmianą gospodarza po każdym meczu. Gospodarzem pierwszego meczu w parze był zespół z grupy A. Zwycięzcy w parach awansowali do półfinałów, przegrani natomiast zakończyli udział w rozgrywkach.
Półfinałowe pary powstały według klucza:
- para 1: A1 – A4/B1;
- para 2: A2 – A3/B2.

Rywalizacja w parach toczyła się do trzech zwycięstw ze zmianą gospodarza po każdym meczu. Gospodarzem pierwszego meczu w parze był zespół z grupy A. Zwycięzcy w parach awansowali do finałów, przegrani natomiast zakończyli udział w rozgrywkach.
W finałach fazy play-off rywalizacja toczyła się na zasadach analogicznych co w półfinałach. Zwycięzca finałów został mistrzem Holandii.

## Drużyny uczestniczące
W Eredivisie w sezonie 2023/2024 uczestniczyło 10 drużyn. Ze względu na problemy finansowe z najwyższej klasy rozgrywkowej wycofały się kluby Taurus oraz VCN i zgłosiły się do drugiej klasy rozgrywkowej (Topdivisie). Do Eredivisie nie dołączył żaden klub z Topdivisie.
| BetCity Eredivisie 2023/2024                                                          | BetCity Eredivisie 2023/2024 |                                |
| ------------------------------------------------------------------------------------- | ---------------------------- | ------------------------------ |
| Draisma Dynamo Apeldoorn                                                              | 1                            | el. Ligi Mistrzów • Puchar CEV |
| Active Living Orion Doetinchem                                                        | 2                            | Puchar Challenge               |
| Nova Tech Lycurgus Groningen                                                          | 3                            | Puchar CEV                     |
| Numidia VC Limax                                                                      | 4                            | Puchar Challenge               |
| Simplex SSS                                                                           | 5                            |                                |
| Sliedrecht Sport                                                                      | 6                            |                                |
| VoCASA Volleybal Nijmegen                                                             | 7                            |                                |
| Prima Donna Kaas Huizen                                                               | 8                            |                                |
| Scherp in Packaging ZVH                                                               | 9                            |                                |
| Talentteam Papendal Arnhem (TTPA)                                                     | —                            |                                |
| Oznaczenia: - kolumna druga – miejsce zajęte przez daną drużynę w poprzednim sezonie. |                              |                                |

### Zmiany nazw drużyn
| Przed początkiem sezonu                         | Przed początkiem sezonu                            | Przed początkiem sezonu         |
| ----------------------------------------------- | -------------------------------------------------- | ------------------------------- |
| Nazwa klubu w sezonie 2022/2023                 | Nazwa klubu w sezonie 2023/2024                    | Nazwa klubu w sezonie 2023/2024 |
| RECO ZVH                                        | Scherp in Packaging ZVH                            | [ 8 ]                           |
| W trakcie sezonu                                |                                                    |                                 |
| Stara nazwa klubu                               | Nowa nazwa klubu                                   | Nowa nazwa klubu                |
| Samen. Lycurgus Groningen (do 9 listopada 2023) | Nova Tech Lycurgus Groningen (od 9 listopada 2023) | [ 9 ]                           |

## Hale sportowe
| Drużyna                        | Hala sportowa              | Miejscowość      | *     |
| ------------------------------ | -------------------------- | ---------------- | ----- |
| Active Living Orion Doetinchem | SaZa Topsporthal           | Doetinchem       |       |
| Draisma Dynamo Apeldoorn       | Omnisport                  | Apeldoorn        |       |
| Nova Tech Lycurgus Groningen   | MartiniPlaza               | Groningen        | [ a ] |
| Nova Tech Lycurgus Groningen   | Alfa-college Sportcentrum  | Groningen        | [ a ] |
| Nova Tech Lycurgus Groningen   | Sporthal Olympus           | Assen            | [ a ] |
| Numidia VC Limax               | Sporthal De Roerparel      | Sint Odiliënberg | [ b ] |
| Numidia VC Limax               | Steengoed Arena            | Maaseik          | [ b ] |
| Prima Donna Kaas Huizen        | Sporthal Wolfskamer        | Huizen           |       |
| Scherp in Packaging ZVH        | Dorpshuis Swanla           | Zevenhuizen      |       |
| Simplex SSS                    | Sportcentrum De Meerwaarde | Barneveld        |       |
| Sliedrecht Sport               | Sporthal De Basis          | Sliedrecht       |       |
| Talentteam Papendal Arnhem     | Van der Knaaphal           | Ede              |       |
| VoCASA Volleybal Nijmegen      | VoCASA-hal                 | Nijmegen         | [ c ] |
| VoCASA Volleybal Nijmegen      | Sporthal de Boog           | Nijmegen         | [ c ] |
| Źródło:                        |                            |                  |       |

## Trenerzy
| Drużyna                        | Trener                | Asystent trenera | *      |
| ------------------------------ | --------------------- | ---------------- | ------ |
| Active Living Orion Doetinchem | Dirk Sparidans        | Joost Joosten    | [ 10 ] |
| Draisma Dynamo Apeldoorn       | Redbad Strikwerda     | Tijmen Laane     | [ 11 ] |
| Nova Tech Lycurgus Groningen   | Arjan Taaij           | Gerard Smit      | [ 12 ] |
| Numidia VC Limax               | Guido Görtzen         | Joost Weltens    | [ 13 ] |
| Prima Donna Kaas Huizen        | Teun Buijs            | Hans Vreeling    | [ 14 ] |
| Scherp in Packaging ZVH        | Kristian van der Wel  | Ronald Kooijman  | [ 15 ] |
| Simplex SSS                    | Paul van der Ven      | Marnix Elbers    | [ 16 ] |
| Sliedrecht Sport               | Martijn van Goeverden | Frank Vlot       | [ 17 ] |
| Talentteam Papendal Arnhem     | Arnold van Ree        | Arne Hendriks    | [ 18 ] |
| VoCASA Volleybal Nijmegen      | Joshua Kailola        | Jacek Ziemba     | [ 19 ] |

### Zmiany trenerów
| Przed sezonem             |                            |                            |        |
| Klub                      | Trener w sezonie 2022/2023 | Trener w sezonie 2023/2024 | *      |
| VoCASA Volleybal Nijmegen | Erik Gras                  | Josha Kailola              | [ 20 ] |

## Faza zasadnicza

### Tabela wyników
| Gospodarz \ Gość1              | APE | DOE | LYC | LIM | SSS | SLS | VOC | HUI | ZVH | TTPA |
| ------------------------------ | --- | --- | --- | --- | --- | --- | --- | --- | --- | ---- |
| Draisma Dynamo Apeldoorn       | -   | 1:3 | 1:3 | 3:0 | 3:0 | 3:0 | 3:0 | 3:0 | 3:0 | 3:0  |
| Active Living Orion Doetinchem | 3:0 | -   | 3:1 | 2:3 | 3:0 | 3:0 | 3:0 | 3:0 | 3:0 | 3:0  |
| Nova Tech Lycurgus Groningen   | 2:3 | 1:3 | -   | 3:2 | 3:1 | 2:3 | 3:0 | 3:0 | 3:0 | 3:0  |
| Numidia VC Limax               | 3:1 | 2:3 | 3:2 | -   | 3:0 | 3:2 | 3:0 | 3:0 | 3:0 | 3:1  |
| Simplex SSS                    | 0:3 | 0:3 | 0:3 | 3:1 | -   | 3:1 | 3:0 | 3:2 | 3:0 | 3:0  |
| Sliedrecht Sport               | 0:3 | 3:2 | 3:0 | 3:2 | 3:0 | -   | 0:3 | 3:0 | 3:0 | 3:0  |
| VoCASA Volleybal Nijmegen      | 0:3 | 0:3 | 3:2 | 1:3 | 3:2 | 1:3 | -   | 3:1 | 3:1 | 3:1  |
| Prima Donna Kaas Huizen        | 0:3 | 1:3 | 0:3 | 0:3 | 0:3 | 1:3 | 2:3 | -   | 3:1 | 3:2  |
| Scherp in Packaging ZVH        | 1:3 | 0:3 | 0:3 | 0:3 | 1:3 | 1:3 | 0:3 | 3:0 | -   | 3:0  |
| Talentteam Papendal Arnhem     | 0:3 | 0:3 | 0:3 | 0:3 | 0:3 | 0:3 | 0:3 | 1:3 | 0:3 | -    |

Źródło: 
1 Drużyna gospodarzy jest wymieniona po lewej stronie tabeli.
Kolory:
  zwycięstwo gospodarzy 3:0 lub 3:1
  zwycięstwo gospodarzy 3:2
  zwycięstwo gości 3:0 lub 3:1
  zwycięstwo gości 3:2

### Terminarz i wyniki spotkań
| Data                                                            | Godz. | Gospodarz                      | Rezultat                                | Gość                           |
| --------------------------------------------------------------- | ----- | ------------------------------ | --------------------------------------- | ------------------------------ |
| 1. KOLEJKA                                                      |       |                                |                                         |                                |
| 20.10.2023                                                      | 20:30 | Active Living Orion Doetinchem | 3:0 (25:9, 25:17, 25:18)                | Scherp in Packaging ZVH        |
| 21.10.2023                                                      | 16:00 | Talentteam Papendal Arnhem     | 0:3 (18:25, 17:25, 15:25)               | Sliedrecht Sport               |
| 21.10.2023                                                      | 20:00 | Prima Donna Kaas Huizen        | 0:3 (17:25, 23:25, 32:34)               | Simplex SSS                    |
| 22.10.2023                                                      | 16:00 | Draisma Dynamo Apeldoorn       | 1:3 (25:22, 19:25, 17:25, 21:25)        | Samen. Lycurgus Groningen      |
| 22.10.2023                                                      | 16:30 | Numidia VC Limax               | 3:0 (25:19, 25:21, 25:16)               | VoCASA Volleybal Nijmegen      |
| 2. KOLEJKA                                                      |       |                                |                                         |                                |
| 28.10.2023                                                      | 19:30 | Simplex SSS                    | 0:3 (14:25, 32:34, 20:25)               | Active Living Orion Doetinchem |
| 28.10.2023                                                      | 20:00 | VoCASA Volleybal Nijmegen      | 3:1 (25:23, 21:25, 25:19, 25:19)        | Prima Donna Kaas Huizen        |
| 28.10.2023                                                      | 20:00 | Sliedrecht Sport               | 3:0 (25:18, 25:20, 25:20)               | Samen. Lycurgus Groningen      |
| 29.10.2023                                                      | 14:30 | Talentteam Papendal Arnhem     | 0:3 (13:25, 17:25, 18:25)               | Numidia VC Limax               |
| 28.01.2024                                                      | 16:00 | Scherp in Packaging ZVH        | 1:3 (20:25, 25:23, 25:27, 16:25)        | Draisma Dynamo Apeldoorn       |
| 3. KOLEJKA                                                      |       |                                |                                         |                                |
| 4.11.2023                                                       | 20:00 | Prima Donna Kaas Huizen        | 3:2 (25:22, 22:25, 20:25, 25:16, 15:8)  | Talentteam Papendal Arnhem     |
| 4.11.2023                                                       | 20:00 | Draisma Dynamo Apeldoorn       | 3:0 (25:22, 25:22, 25:15)               | Simplex SSS                    |
| 4.11.2023                                                       | 20:00 | Samen. Lycurgus Groningen      | 3:0 (25:22, 25:19, 25:22)               | Scherp in Packaging ZVH        |
| 4.11.2023                                                       | 20:30 | Active Living Orion Doetinchem | 3:0 (25:15, 25:20, 25:18)               | VoCASA Volleybal Nijmegen      |
| 5.11.2023                                                       | 16:30 | Numidia VC Limax               | 3:2 (26:24, 18:25, 14:25, 25:23, 15:11) | Sliedrecht Sport               |
| 4. KOLEJKA                                                      |       |                                |                                         |                                |
| 8.11.2023                                                       | 19:30 | Talentteam Papendal Arnhem     | 0:3 (15:25, 17:25, 17:25)               | Active Living Orion Doetinchem |
| 8.11.2023                                                       | 19:30 | Simplex SSS                    | 0:3 (22:25, 23:25, 17:25)               | Samen. Lycurgus Groningen      |
| 8.11.2023                                                       | 19:30 | Sliedrecht Sport               | 3:0 (25:21, 26:24, 25:18)               | Scherp in Packaging ZVH        |
| 8.11.2023                                                       | 20:00 | Numidia VC Limax               | 3:0 (25:19, 25:18, 25:15)               | Prima Donna Kaas Huizen        |
| 8.11.2023                                                       | 20:00 | VoCASA Volleybal Nijmegen      | 0:3 (19:25, 22:25, 18:25)               | Draisma Dynamo Apeldoorn       |
| 5. KOLEJKA                                                      |       |                                |                                         |                                |
| 11.11.2023                                                      | 20:00 | Prima Donna Kaas Huizen        | 1:3 (18:25, 22:25, 26:24, 16:25)        | Sliedrecht Sport               |
| 11.11.2023                                                      | 20:00 | Draisma Dynamo Apeldoorn       | 3:0 (25:11, 25:18, 25:22)               | Talentteam Papendal Arnhem     |
| 11.11.2023                                                      | 20:00 | Nova Tech Lycurgus Groningen   | 3:0 (25:18, 25:22, 25:22)               | VoCASA Volleybal Nijmegen      |
| 11.11.2023                                                      | 20:00 | Scherp in Packaging ZVH        | 1:3 (19:25, 25:19, 23:25, 18:25)        | Simplex SSS                    |
| 12.11.2023                                                      | 14:30 | Active Living Orion Doetinchem | 2:3 (25:17, 24:26, 25:20, 26:28, 16:18) | Numidia VC Limax               |
| 6. KOLEJKA                                                      |       |                                |                                         |                                |
| 15.11.2023                                                      | 19:30 | Simplex SSS                    | 3:0 (25:18, 26:24, 25:16)               | VoCASA Volleybal Nijmegen      |
| 15.11.2023                                                      | 20:00 | Active Living Orion Doetinchem | 3:0 (25:18, 25:17, 25:16)               | Sliedrecht Sport               |
| 15.11.2023                                                      | 20:00 | Draisma Dynamo Apeldoorn       | 3:0 (25:18, 26:24, 25:20)               | Prima Donna Kaas Huizen        |
| 15.11.2023                                                      | 20:00 | Nova Tech Lycurgus Groningen   | 3:2 (22:25, 25:23, 23:25, 25:22, 15:11) | Numidia VC Limax               |
| 28.10.2023                                                      | 18:30 | Scherp in Packaging ZVH        | 3:0 (25:21, 31:29, 25:17)               | Talentteam Papendal Arnhem     |
| 7. KOLEJKA                                                      |       |                                |                                         |                                |
| 18.11.2023                                                      | 20:00 | Prima Donna Kaas Huizen        | 1:3 (25:23, 14:25, 15:25, 31:33)        | Active Living Orion Doetinchem |
| 18.11.2023                                                      | 20:00 | VoCASA Volleybal Nijmegen      | 3:1 (25:16, 19:25, 25:21, 29:27)        | Scherp in Packaging ZVH        |
| 18.11.2023                                                      | 20:30 | Sliedrecht Sport               | 3:0 (25:14, 25:16, 25:21)               | Simplex SSS                    |
| 19.11.2023                                                      | 14:30 | Talentteam Papendal Arnhem     | 0:3 (15:25, 15:25, 13:25)               | Nova Tech Lycurgus Groningen   |
| 19.11.2023                                                      | 16:30 | Numidia VC Limax               | 3:1 (23:25, 25:22, 25:20, 25:23)        | Draisma Dynamo Apeldoorn       |
| 8. KOLEJKA                                                      |       |                                |                                         |                                |
| 25.11.2023                                                      | 16:00 | Talentteam Papendal Arnhem     | 0:3 (17:25, 13:25, 15:25)               | Simplex SSS                    |
| 25.11.2023                                                      | 20:00 | Prima Donna Kaas Huizen        | 0:3 (19:25, 16:25, 18:25)               | Nova Tech Lycurgus Groningen   |
| 25.11.2023                                                      | 20:00 | Sliedrecht Sport               | 0:3 (22:25, 17:25, 18:25)               | VoCASA Volleybal Nijmegen      |
| 26.11.2023                                                      | 16:30 | Numidia VC Limax               | 3:0 (25:17, 25:23, 25:18)               | Scherp in Packaging ZVH        |
| 10.12.2023                                                      | 16:00 | Active Living Orion Doetinchem | 3:0 (25:16, 25:19, 25:23)               | Draisma Dynamo Apeldoorn       |
| 9. KOLEJKA                                                      |       |                                |                                         |                                |
| 2.12.2023                                                       | 19:30 | Simplex SSS                    | 3:1 (25:19, 20:25, 25:23, 25:20)        | Numidia VC Limax               |
| 2.12.2023                                                       | 20:00 | Draisma Dynamo Apeldoorn       | 3:0 (25:20, 25:11, 30:28)               | Sliedrecht Sport               |
| 2.12.2023                                                       | 20:00 | Scherp in Packaging ZVH        | 3:0 (28:26, 29:27, 25:19)               | Prima Donna Kaas Huizen        |
| 2.12.2023                                                       | 20:00 | Talentteam Papendal Arnhem     | 0:3 (18:25, 20:25, 13:25)               | VoCASA Volleybal Nijmegen      |
| 3.12.2023                                                       | 16:00 | Nova Tech Lycurgus Groningen   | 1:3 (25:18, 18:25, 20:25, 18:25)        | Active Living Orion Doetinchem |
| 10. KOLEJKA                                                     |       |                                |                                         |                                |
| 6.12.2023                                                       | 20:00 | Numidia VC Limax               | 3:1 (25:14, 21:25, 25:20, 25:22)        | Talentteam Papendal Arnhem     |
| 6.12.2023                                                       | 20:00 | Prima Donna Kaas Huizen        | 2:3 (25:18, 20:25, 27:25, 23:25, 13:15) | VoCASA Volleybal Nijmegen      |
| 6.12.2023                                                       | 20:00 | Active Living Orion Doetinchem | 3:0 (25:17, 25:23, 25:16)               | Simplex SSS                    |
| 6.12.2023                                                       | 20:00 | Draisma Dynamo Apeldoorn       | 3:0 (25:16, 25:22, 25:21)               | Scherp in Packaging ZVH        |
| 7.12.2023                                                       | 20:30 | Nova Tech Lycurgus Groningen   | 2:3 (25:19, 21:25, 25:21, 22:25, 12:15) | Sliedrecht Sport               |
| 11. KOLEJKA                                                     |       |                                |                                         |                                |
| 9.12.2023                                                       | 19:30 | Simplex SSS                    | 0:3 (20:25, 18:25, 23:25)               | Draisma Dynamo Apeldoorn       |
| 9.12.2023                                                       | 20:00 | Scherp in Packaging ZVH        | 0:3 (21:25, 16:25, 22:25)               | Nova Tech Lycurgus Groningen   |
| 9.12.2023                                                       | 20:00 | VoCASA Volleybal Nijmegen      | 0:3 (19:25, 26:28, 24:26)               | Active Living Orion Doetinchem |
| 9.12.2023                                                       | 20:00 | Sliedrecht Sport               | 3:2 (25:27, 25:21, 18:25, 25:18, 21:19) | Numidia VC Limax               |
| 10.12.2023                                                      | 14:30 | Talentteam Papendal Arnhem     | 1:3 (25:19, 17:25, 18:25, 22:25)        | Prima Donna Kaas Huizen        |
| 12. KOLEJKA                                                     |       |                                |                                         |                                |
| 16.12.2023                                                      | 20:00 | Prima Donna Kaas Huizen        | 0:3 (11:25, 20:25, 20:25)               | Numidia VC Limax               |
| 16.12.2023                                                      | 20:00 | Draisma Dynamo Apeldoorn       | 3:0 (25:15, 25:22, 25:18)               | VoCASA Volleybal Nijmegen      |
| 16.12.2023                                                      | 20:00 | Scherp in Packaging ZVH        | 1:3 (21:25, 25:14, 21:25, 23:25)        | Sliedrecht Sport               |
| 16.12.2023                                                      | 20:30 | Active Living Orion Doetinchem | 3:0 (25:9, 25:14, 25:17)                | Talentteam Papendal Arnhem     |
| 14.01.2024                                                      | 15:00 | Nova Tech Lycurgus Groningen   | 3:1 (25:22, 25:27, 25:14, 25:22)        | Simplex SSS                    |
| 13. KOLEJKA                                                     |       |                                |                                         |                                |
| 26.11.2023                                                      | 14:30 | Talentteam Papendal Arnhem     | 0:3 (17:25, 13:25, 16:25)               | Draisma Dynamo Apeldoorn       |
| 6.01.2024                                                       | 20:00 | Simplex SSS                    | 3:0 (28:26, 25:20, 27:25)               | Scherp in Packaging ZVH        |
| 6.01.2024                                                       | 20:00 | VoCASA Volleybal Nijmegen      | 3:2 (19:25, 16:25, 25:21, 25:23, 15:13) | Nova Tech Lycurgus Groningen   |
| 6.01.2024                                                       | 20:00 | Sliedrecht Sport               | 3:0 (26:24, 25:18, 25:20)               | Prima Donna Kaas Huizen        |
| 7.01.2024                                                       | 16:30 | Numidia VC Limax               | 2:3 (22:25, 25:18, 16:25, 25:18, 13:15) | Active Living Orion Doetinchem |
| 14. KOLEJKA                                                     |       |                                |                                         |                                |
| 12.01.2024                                                      | 20:00 | Active Living Orion Doetinchem | 3:0 (25:23, 25:18, 25:14)               | Prima Donna Kaas Huizen        |
| 13.01.2024                                                      | 19:30 | Simplex SSS                    | 3:1 (25:22, 25:21, 22:25, 25:20)        | Sliedrecht Sport               |
| 13.01.2024                                                      | 20:00 | Draisma Dynamo Apeldoorn       | 3:0 (25:18, 25:19, 25:16)               | Numidia VC Limax               |
| 13.01.2024                                                      | 20:00 | Scherp in Packaging ZVH        | 0:3 (13:25, 22:25, 19:25)               | VoCASA Volleybal Nijmegen      |
| 28.01.2024                                                      | 15:30 | Nova Tech Lycurgus Groningen   | 3:0 (25:22, 25:15, 25:19)               | Talentteam Papendal Arnhem     |
| 15. KOLEJKA                                                     |       |                                |                                         |                                |
| 20.01.2024                                                      | 20:00 | Prima Donna Kaas Huizen        | 0:3 (12:25, 21:25, 17:25)               | Draisma Dynamo Apeldoorn       |
| 20.01.2024                                                      | 20:00 | Sliedrecht Sport               | 3:2 (18:25, 25:18, 25:16, 24:26, 15:11) | Active Living Orion Doetinchem |
| 20.01.2024                                                      | 20:00 | VoCASA Volleybal Nijmegen      | 3:2 (22:25, 25:21, 20:25, 25:22, 15:12) | Simplex SSS                    |
| 21.01.2024                                                      | 15:45 | Numidia VC Limax               | 3:2 (22:25, 25:18, 20:25, 25:15, 17:15) | Nova Tech Lycurgus Groningen   |
| 24.01.2024                                                      | 19:30 | Talentteam Papendal Arnhem     | 0:3 (19:25, 14:25, 19:25)               | Scherp in Packaging ZVH        |
| 16. KOLEJKA                                                     |       |                                |                                         |                                |
| 26.01.2024                                                      | 20:00 | Draisma Dynamo Apeldoorn       | 1:3 (20:25, 26:24, 17:25, 17:25)        | Active Living Orion Doetinchem |
| 27.01.2024                                                      | 19:30 | Nova Tech Lycurgus Groningen   | 3:0 (25:19, 25:13, 25:21)               | Prima Donna Kaas Huizen        |
| 27.01.2024                                                      | 19:30 | Simplex SSS                    | 3:0 (25:23, 25:18, 25:15)               | Talentteam Papendal Arnhem     |
| 27.01.2024                                                      | 20:00 | Scherp in Packaging ZVH        | 0:3 (15:25, 16:25, 19:25)               | Numidia VC Limax               |
| 27.01.2024                                                      | 20:00 | VoCASA Volleybal Nijmegen      | 1:3 (25:23, 20:25, 21:25, 20:25)        | Sliedrecht Sport               |
| 17. KOLEJKA                                                     |       |                                |                                         |                                |
| 31.01.2024                                                      | 19:30 | Sliedrecht Sport               | 0:3 (17:25, 23:25, 20:25)               | Draisma Dynamo Apeldoorn       |
| 31.01.2024                                                      | 20:00 | Active Living Orion Doetinchem | 3:1 (25:21, 25:20, 16:25, 25:21)        | Nova Tech Lycurgus Groningen   |
| 31.01.2024                                                      | 20:00 | Prima Donna Kaas Huizen        | 3:1 (25:18, 25:19, 18:25, 27:25)        | Scherp in Packaging ZVH        |
| 31.01.2024                                                      | 20:00 | Numidia VC Limax               | 3:0 (25:17, 25:16, 25:22)               | Simplex SSS                    |
| 31.01.2024                                                      | 20:30 | VoCASA Volleybal Nijmegen      | 3:1 (25:17, 24:26, 25:22, 25:12)        | Talentteam Papendal Arnhem     |
| 18. KOLEJKA                                                     |       |                                |                                         |                                |
| 3.02.2024                                                       | 19:30 | Simplex SSS                    | 3:2 (25:22, 21:25, 20:25, 25:17, 15:13) | Prima Donna Kaas Huizen        |
| 3.02.2024                                                       | 20:00 | Scherp in Packaging ZVH        | 0:3 (19:25, 22:25, 23:25)               | Active Living Orion Doetinchem |
| 3.02.2024                                                       | 20:00 | Sliedrecht Sport               | 3:0 (25:15, 25:14, 25:13)               | Talentteam Papendal Arnhem     |
| 4.02.2024                                                       | 16:00 | VoCASA Volleybal Nijmegen      | 1:3 (21:25, 18:25, 25:19, 20:25)        | Numidia VC Limax               |
| 7.02.2024                                                       | 19:30 | Nova Tech Lycurgus Groningen   | 2:3 (26:24, 25:21, 23:25, 21:25, 13:15) | Draisma Dynamo Apeldoorn       |
| Wszystkie godziny według czasu lokalnego (UTC+1/UTC+2). Źródło: |       |                                |                                         |                                |

### Tabela
| Lp.                                                | Drużyna                        | Pkt | Mecze | Mecze | Mecze | Rodzaj wyniku | Rodzaj wyniku | Rodzaj wyniku | Rodzaj wyniku | Rodzaj wyniku | Rodzaj wyniku | Sety | Sety | Sety  | Małe punkty | Małe punkty | Małe punkty |
| Lp.                                                | Drużyna                        | Pkt | M     | W     | P     | 3:0           | 3:1           | 3:2           | 2:3           | 1:3           | 0:3           | wyg. | prz. | stos. | zdob.       | str.        | stos.       |
| -------------------------------------------------- | ------------------------------ | --- | ----- | ----- | ----- | ------------- | ------------- | ------------- | ------------- | ------------- | ------------- | ---- | ---- | ----- | ----------- | ----------- | ----------- |
| 1                                                  | Active Living Orion Doetinchem | 49  | 18    | 16    | 2     | 11            | 4             | 1             | 2             | 0             | 0             | 52   | 12   | 4.33  | 1540        | 1255        | 1.23        |
| 2                                                  | Draisma Dynamo Apeldoorn       | 41  | 18    | 14    | 4     | 12            | 1             | 1             | 0             | 3             | 1             | 45   | 15   | 3     | 1426        | 1237        | 1.15        |
| 3                                                  | Numidia VC Limax               | 39  | 18    | 13    | 5     | 7             | 3             | 3             | 3             | 1             | 1             | 46   | 24   | 1.92  | 1586        | 1442        | 1.1         |
| 4                                                  | Nova Tech Lycurgus Groningen   | 36  | 18    | 11    | 7     | 8             | 2             | 1             | 4             | 2             | 1             | 43   | 25   | 1.72  | 1551        | 1407        | 1.1         |
| 5                                                  | Sliedrecht Sport               | 34  | 18    | 12    | 6     | 6             | 3             | 3             | 1             | 1             | 4             | 39   | 27   | 1.44  | 1487        | 1395        | 1.07        |
| 6                                                  | Simplex SSS                    | 27  | 18    | 9     | 9     | 5             | 3             | 1             | 1             | 1             | 7             | 30   | 32   | 0.94  | 1382        | 1405        | 0.98        |
| 7                                                  | VoCASA Volleybal Nijmegen      | 24  | 18    | 9     | 9     | 3             | 3             | 3             | 0             | 2             | 7             | 29   | 36   | 0.81  | 1415        | 1456        | 0.97        |
| 8                                                  | Prima Donna Kaas Huizen        | 10  | 18    | 3     | 15    | 0             | 2             | 1             | 2             | 3             | 10            | 16   | 49   | 0.33  | 1341        | 1548        | 0.87        |
| 9                                                  | Scherp in Packaging ZVH        | 9   | 18    | 3     | 15    | 3             | 0             | 0             | 0             | 5             | 10            | 14   | 45   | 0.31  | 1260        | 1423        | 0.89        |
| 10                                                 | Talentteam Papendal Arnhem     | 1   | 18    | 0     | 18    | 0             | 0             | 0             | 1             | 3             | 14            | 5    | 54   | 0.09  | 1032        | 1452        | 0.71        |
| Legenda: druga faza – grupa A druga faza – grupa B |                                |     |       |       |       |               |               |               |               |               |               |      |      |       |             |             |             |

Źródło: 
Punktacja: 3:0 i 3:1 – 3 pkt; 3:2 – 2 pkt; 2:3 – 1 pkt; 1:3 i 0:3 – 0 pkt
Zasady ustalania kolejności: 1. liczba punktów; 2. stosunek setów; 3. stosunek małych punktów; 4. bilans w bezpośrednich meczach
Uwagi: Talentteam Papendal Arnhem uczestniczył wyłącznie w fazie zasadniczej.

## Druga faza

### Grupa A

#### Tabela wyników
| Gospodarz \ Gość1              | DOE | APE | LIM | LYC |
| ------------------------------ | --- | --- | --- | --- |
| Active Living Orion Doetinchem | -   | 2:3 | 3:0 | 0:3 |
| Draisma Dynamo Apeldoorn       | 1:3 | -   | 2:3 | 3:0 |
| Numidia VC Limax               | 0:3 | 3:2 | -   | 1:3 |
| Nova Tech Lycurgus Groningen   | 2:3 | 2:3 | 2:3 | -   |

Źródło: 
1 Drużyna gospodarzy jest wymieniona po lewej stronie tabeli.
Kolory:
  zwycięstwo gospodarzy 3:0 lub 3:1
  zwycięstwo gospodarzy 3:2
  zwycięstwo gości 3:0 lub 3:1
  zwycięstwo gości 3:2

#### Terminarz i wyniki spotkań
| Data                                                      | Godz. | Gospodarz                      | Rezultat                                | Gość                           |
| --------------------------------------------------------- | ----- | ------------------------------ | --------------------------------------- | ------------------------------ |
| 1. KOLEJKA                                                |       |                                |                                         |                                |
| 18.02.2024                                                | 15:00 | Nova Tech Lycurgus Groningen   | 2:3 (25:27, 25:22, 26:24, 25:27, 10:15) | Active Living Orion Doetinchem |
| 18.02.2024                                                | 16:30 | Numidia VC Limax               | 3:2 (25:20, 17:25, 25:18, 24:26, 15:11) | Draisma Dynamo Apeldoorn       |
| 2. KOLEJKA                                                |       |                                |                                         |                                |
| 24.02.2024                                                | 20:00 | Draisma Dynamo Apeldoorn       | 3:0 (25:19, 25:19, 25:23)               | Nova Tech Lycurgus Groningen   |
| 25.02.2024                                                | 16:00 | Active Living Orion Doetinchem | 3:0 (25:18, 25:14, 25:22)               | Numidia VC Limax               |
| 3. KOLEJKA                                                |       |                                |                                         |                                |
| 3.03.2024                                                 | 16:00 | Active Living Orion Doetinchem | 2:3 (25:19, 25:15, 24:26, 20:25, 13:15) | Draisma Dynamo Apeldoorn       |
| 3.03.2024                                                 | 16:30 | Numidia VC Limax               | 1:3 (25:20, 23:25, 28:30, 20:25)        | Nova Tech Lycurgus Groningen   |
| 4. KOLEJKA                                                |       |                                |                                         |                                |
| 10.03.2024                                                | 15:00 | Nova Tech Lycurgus Groningen   | 2:3 (25:16, 21:25, 25:23, 23:25, 11:15) | Draisma Dynamo Apeldoorn       |
| 10.03.2024                                                | 16:30 | Numidia VC Limax               | 0:3 (29:31, 21:25, 16:25)               | Active Living Orion Doetinchem |
| 5. KOLEJKA                                                |       |                                |                                         |                                |
| 17.03.2024                                                | 14:30 | Draisma Dynamo Apeldoorn       | 1:3 (13:25, 25:15, 16:25, 20:25)        | Active Living Orion Doetinchem |
| 17.03.2024                                                | 15:00 | Nova Tech Lycurgus Groningen   | 2:3 (15:25, 21:25, 25:17, 25:20, 5:15)  | Numidia VC Limax               |
| 6. KOLEJKA                                                |       |                                |                                         |                                |
| 22.03.2024                                                | 19:30 | Active Living Orion Doetinchem | 0:3 (19:25, 22:25, 23:25)               | Nova Tech Lycurgus Groningen   |
| 24.03.2024                                                | 14:30 | Draisma Dynamo Apeldoorn       | 2:3 (20:25, 22:25, 28:26, 25:23, 13:15) | Numidia VC Limax               |
| Wszystkie godziny według czasu lokalnego (UTC+1). Źródło: |       |                                |                                         |                                |

#### Tabela
| Lp.                                                       | Drużyna                        | Pkt | Mecze | Mecze | Mecze | Rodzaj wyniku | Rodzaj wyniku | Rodzaj wyniku | Rodzaj wyniku | Rodzaj wyniku | Rodzaj wyniku | Sety | Sety | Sety  | Małe punkty | Małe punkty | Małe punkty |
| Lp.                                                       | Drużyna                        | Pkt | M     | W     | P     | 3:0           | 3:1           | 3:2           | 2:3           | 1:3           | 0:3           | wyg. | prz. | stos. | zdob.       | str.        | stos.       |
| --------------------------------------------------------- | ------------------------------ | --- | ----- | ----- | ----- | ------------- | ------------- | ------------- | ------------- | ------------- | ------------- | ---- | ---- | ----- | ----------- | ----------- | ----------- |
| 1                                                         | Active Living Orion Doetinchem | 15  | 6     | 4     | 2     | 2             | 1             | 1             | 1             | 0             | 1             | 14   | 9    | 1.56  | 532         | 480         | 1.11        |
| 2                                                         | Draisma Dynamo Apeldoorn       | 11  | 6     | 3     | 3     | 1             | 0             | 2             | 2             | 1             | 0             | 14   | 13   | 1.08  | 561         | 583         | 0.96        |
| 3                                                         | Nova Tech Lycurgus Groningen   | 9   | 6     | 2     | 4     | 1             | 1             | 0             | 3             | 0             | 1             | 12   | 13   | 0.92  | 543         | 556         | 0.98        |
| 4                                                         | Numidia VC Limax               | 7   | 6     | 3     | 3     | 0             | 0             | 3             | 0             | 1             | 2             | 10   | 15   | 0.67  | 538         | 555         | 0.97        |
| Legenda: półfinał fazy play-off ćwierćfinał fazy play-off |                                |     |       |       |       |               |               |               |               |               |               |      |      |       |             |             |             |

Źródło: 
Punktacja: 3:0 i 3:1 – 3 pkt; 3:2 – 2 pkt; 2:3 – 1 pkt; 1:3 i 0:3 – 0 pkt
Zasady ustalania kolejności: 1. liczba punktów; 2. stosunek setów; 3. stosunek małych punktów; 4. bilans w bezpośrednich meczach
Uwagi: Drużyny drugą fazę rozpoczęły z następującą liczbą punktów: Active Living Orion Doetinchem – 3 pkt; Draisma Dynamo Apeldoorn – 2 pkt; Numidia VC Limax – 1 pkt; Nova Tech Lycurgus Groningen – 0 pkt.

### Grupa B

#### Tabela wyników
| Gospodarz \ Gość1         | SLS | SSS | VOC | HUI | ZVH |
| ------------------------- | --- | --- | --- | --- | --- |
| Sliedrecht Sport          | -   | 3:0 | 3:0 | 3:0 | 3:1 |
| Simplex SSS               | 1:3 | -   | 3:1 | 3:0 | 3:1 |
| VoCASA Volleybal Nijmegen | 1:3 | 3:2 | -   | 3:1 | 3:0 |
| Prima Donna Kaas Huizen   | 0:3 | 0:3 | 1:3 | -   | 3:1 |
| Scherp in Packaging ZVH   | 1:3 | 3:2 | 3:2 | 1:3 | -   |

Źródło: 
1 Drużyna gospodarzy jest wymieniona po lewej stronie tabeli.
Kolory:
  zwycięstwo gospodarzy 3:0 lub 3:1
  zwycięstwo gospodarzy 3:2
  zwycięstwo gości 3:0 lub 3:1
  zwycięstwo gości 3:2

#### Terminarz i wyniki spotkań
| Data                                                      | Godz. | Gospodarz                 | Rezultat                                | Gość                      |
| --------------------------------------------------------- | ----- | ------------------------- | --------------------------------------- | ------------------------- |
| 1. KOLEJKA                                                |       |                           |                                         |                           |
| 17.02.2024                                                | 20:00 | Prima Donna Kaas Huizen   | 1:3 (21:25, 25:23, 16:25, 20:25)        | VoCASA Volleybal Nijmegen |
| 17.02.2024                                                | 20:30 | Scherp in Packaging ZVH   | 3:2 (25:16, 23:25, 26:24, 20:25, 15:13) | Simplex SSS               |
| 2. KOLEJKA                                                |       |                           |                                         |                           |
| 21.02.2024                                                | 20:00 | VoCASA Volleybal Nijmegen | 1:3 (25:21, 22:25, 21:25, 16:25)        | Sliedrecht Sport          |
| 21.02.2024                                                | 20:00 | Prima Donna Kaas Huizen   | 3:1 (21:25, 25:14, 25:22, 25:21)        | Scherp in Packaging ZVH   |
| 3. KOLEJKA                                                |       |                           |                                         |                           |
| 24.02.2024                                                | 20:00 | Sliedrecht Sport          | 3:0 (25:23, 32:30, 25:18)               | Simplex SSS               |
| 24.02.2024                                                | 20:00 | Scherp in Packaging ZVH   | 3:2 (25:19, 25:17, 17:25, 16:25, 15:7)  | VoCASA Volleybal Nijmegen |
| 4. KOLEJKA                                                |       |                           |                                         |                           |
| 2.03.2024                                                 | 20:00 | VoCASA Volleybal Nijmegen | 3:2 (17:25, 25:22, 25:23, 20:25, 18:16) | Simplex SSS               |
| 2.03.2024                                                 | 20:00 | Sliedrecht Sport          | 3:0 (25:17, 25:15, 25:21)               | Prima Donna Kaas Huizen   |
| 5. KOLEJKA                                                |       |                           |                                         |                           |
| 6.03.2024                                                 | 19:30 | Sliedrecht Sport          | 3:1 (19:25, 25:17, 25:16, 25:21)        | Scherp in Packaging ZVH   |
| 13.03.2024                                                | 19:30 | Simplex SSS               | 3:0 (25:19, 25:20, 25:20)               | Prima Donna Kaas Huizen   |
| 6. KOLEJKA                                                |       |                           |                                         |                           |
| 9.03.2024                                                 | 20:00 | Scherp in Packaging ZVH   | 1:3 (19:25, 21:25, 25:21, 21:25)        | Prima Donna Kaas Huizen   |
| 9.03.2024                                                 | 20:30 | Sliedrecht Sport          | 3:0 (25:18, 25:21, 25:22)               | VoCASA Volleybal Nijmegen |
| 7. KOLEJKA                                                |       |                           |                                         |                           |
| 16.03.2024                                                | 19:30 | Simplex SSS               | 1:3 (25:21, 19:25, 17:25, 20:25)        | Sliedrecht Sport          |
| 16.03.2024                                                | 20:00 | VoCASA Volleybal Nijmegen | 3:0 (25:17, 25:19, 28:26)               | Scherp in Packaging ZVH   |
| 8. KOLEJKA                                                |       |                           |                                         |                           |
| 23.03.2024                                                | 20:00 | Prima Donna Kaas Huizen   | 0:3 (19:25, 21:25, 21:25)               | Sliedrecht Sport          |
| 23.03.2024                                                | 20:30 | Simplex SSS               | 3:1 (23:25, 25:21, 25:16, 25:21)        | VoCASA Volleybal Nijmegen |
| 9. KOLEJKA                                                |       |                           |                                         |                           |
| 27.03.2024                                                | 20:00 | Scherp in Packaging ZVH   | 1:3 (17:25, 29:27, 19:25, 19:25)        | Sliedrecht Sport          |
| 27.03.2024                                                | 20:00 | Prima Donna Kaas Huizen   | 0:3 (22:25, 23:25, 23:25)               | Simplex SSS               |
| 10. KOLEJKA                                               |       |                           |                                         |                           |
| 30.03.2024                                                | 19:30 | Simplex SSS               | 3:1 (18:25, 25:20, 25:22, 25:21)        | Scherp in Packaging ZVH   |
| 30.03.2024                                                | 20:00 | VoCASA Volleybal Nijmegen | 3:1 (25:22, 25:22, 23:25, 25:23)        | Prima Donna Kaas Huizen   |
| Wszystkie godziny według czasu lokalnego (UTC+1). Źródło: |       |                           |                                         |                           |

#### Tabela
| Lp.                                | Drużyna                   | Pkt | Mecze | Mecze | Mecze | Rodzaj wyniku | Rodzaj wyniku | Rodzaj wyniku | Rodzaj wyniku | Rodzaj wyniku | Rodzaj wyniku | Sety | Sety | Sety  | Małe punkty | Małe punkty | Małe punkty |
| Lp.                                | Drużyna                   | Pkt | M     | W     | P     | 3:0           | 3:1           | 3:2           | 2:3           | 1:3           | 0:3           | wyg. | prz. | stos. | zdob.       | str.        | stos.       |
| ---------------------------------- | ------------------------- | --- | ----- | ----- | ----- | ------------- | ------------- | ------------- | ------------- | ------------- | ------------- | ---- | ---- | ----- | ----------- | ----------- | ----------- |
| 1                                  | Sliedrecht Sport          | 28  | 8     | 8     | 0     | 4             | 4             | 0             | 0             | 0             | 0             | 24   | 4    | 6     | 695         | 574         | 1.21        |
| 2                                  | Simplex SSS               | 17  | 8     | 4     | 4     | 2             | 2             | 0             | 2             | 1             | 1             | 17   | 14   | 1.21  | 707         | 690         | 1.02        |
| 3                                  | VoCASA Volleybal Nijmegen | 14  | 8     | 4     | 4     | 1             | 2             | 1             | 1             | 2             | 1             | 16   | 16   | 1     | 700         | 714         | 0.98        |
| 4                                  | Prima Donna Kaas Huizen   | 7   | 8     | 2     | 6     | 0             | 2             | 0             | 0             | 2             | 4             | 8    | 20   | 0.4   | 607         | 664         | 0.91        |
| 5                                  | Scherp in Packaging ZVH   | 4   | 8     | 2     | 6     | 0             | 0             | 2             | 0             | 5             | 1             | 11   | 22   | 0.5   | 688         | 755         | 0.91        |
| Legenda: ćwierćfinał fazy play-off |                           |     |       |       |       |               |               |               |               |               |               |      |      |       |             |             |             |

Źródło: 
Punktacja: 3:0 i 3:1 – 3 pkt; 3:2 – 2 pkt; 2:3 – 1 pkt; 1:3 i 0:3 – 0 pkt
Zasady ustalania kolejności: 1. liczba punktów; 2. stosunek setów; 3. stosunek małych punktów; 4. bilans w bezpośrednich meczach
Uwagi: Drużyny drugą fazę rozpoczęły z następującą liczbą punktów: Sliedrecht Sport – 4 pkt; Simplex SSS – 3 pkt; VoCASA Volleybal Nijmegen – 2 pkt; Prima Donna Kaas Huizen – 1 pkt; Scherp in Packaging ZVH – 0 pkt.

## Faza play-off
Wszystkie godziny według czasu lokalnego (UTC+1/UTC+2).

### Drabinka
|  |              |                                |              |                              |              |   |   |                                |           |           |           |           |           |           |  |  |        |        |        |        |        |        |        |
|  | Ćwierćfinały | Ćwierćfinały                   | Ćwierćfinały | Ćwierćfinały                 | Ćwierćfinały |   |   | Półfinały                      | Półfinały | Półfinały | Półfinały | Półfinały | Półfinały | Półfinały |  |  | Finały | Finały | Finały | Finały | Finały | Finały | Finały |
|  | Ćwierćfinały | Ćwierćfinały                   | Ćwierćfinały | Ćwierćfinały                 | Ćwierćfinały |   |   | Półfinały                      | Półfinały | Półfinały | Półfinały | Półfinały | Półfinały | Półfinały |  |  | Finały | Finały | Finały | Finały | Finały | Finały | Finały |
|  |              |                                |              |                              |              |   |   |                                |           |           |           |           |           |           |  |  |        |        |        |        |        |        |        |
|  |              |                                |              |                              |              |   |   |                                |           |           |           |           |           |           |  |  |        |        |        |        |        |        |        |
|  |              |                                |              |                              |              |   |   |                                |           |           |           |           |           |           |  |  |        |        |        |        |        |        |        |
|  |              |                                |              |                              |              |   |   |                                |           |           |           |           |           |           |  |  |        |        |        |        |        |        |        |
|  |              |                                |              |                              |              |   |   |                                |           |           |           |           |           |           |  |  |        |        |        |        |        |        |        |
|  | 1            | Active Living Orion Doetinchem | 1            | 3                            | 2            | 3 | 3 |                                |           |           |           |           |           |           |  |  |        |        |        |        |        |        |        |
|  | 1            | Active Living Orion Doetinchem | 1            | 3                            | 2            | 3 | 3 |                                |           |           |           |           |           |           |  |  |        |        |        |        |        |        |        |
|  |              |                                | 4            | Numidia VC Limax             | 3            | 2 | 3 | 2                              | 2         |           |           |           |           |           |  |  |        |        |        |        |        |        |        |
|  | 4            | Numidia VC Limax               | 4            | Numidia VC Limax             | 3            | 2 | 3 | 2                              | 2         | 3         | 3         |           |           |           |  |  |        |        |        |        |        |        |        |
|  | 4            | Numidia VC Limax               |              |                              |              |   |   |                                |           |           |           |           |           |           |  |  |        |        |        |        |        |        |        |
|  | 5            | Sliedrecht Sport               | 1            | 1                            |              |   |   |                                |           |           |           |           |           |           |  |  |        |        |        |        |        |        |        |
|  | 5            | Sliedrecht Sport               | 1            | 1                            |              |   | 1 | Active Living Orion Doetinchem | 3         | 3         | 2         | 3         |           |           |  |  |        |        |        |        |        |        |        |
|  |              |                                |              |                              |              |   |   |                                |           |           |           |           |           |           |  |  |        |        |        |        |        |        |        |
|  |              |                                | 2            | Draisma Dynamo Apeldoorn     | 2            | 2 | 3 | 1                              |           |           |           |           |           |           |  |  |        |        |        |        |        |        |        |
|  |              |                                |              |                              |              | 2 | 3 | 1                              |           |           |           |           |           |           |  |  |        |        |        |        |        |        |        |
|  |              |                                |              |                              |              |   |   |                                |           |           |           |           |           |           |  |  |        |        |        |        |        |        |        |
|  |              |                                |              |                              |              |   |   |                                |           |           |           |           |           |           |  |  |        |        |        |        |        |        |        |
|  | 2            | Draisma Dynamo Apeldoorn       | 2            | 0                            | 3            | 3 | 3 |                                |           |           |           |           |           |           |  |  |        |        |        |        |        |        |        |
|  | 2            | Draisma Dynamo Apeldoorn       | 2            | 0                            | 3            | 3 | 3 |                                |           |           |           |           |           |           |  |  |        |        |        |        |        |        |        |
|  |              |                                | 3            | Nova Tech Lycurgus Groningen | 3            | 3 | 1 | 0                              | 1         |           |           |           |           |           |  |  |        |        |        |        |        |        |        |
|  | 3            | Nova Tech Lycurgus Groningen   | 3            | Nova Tech Lycurgus Groningen | 3            | 3 | 1 | 0                              | 1         | 3         | 2         | 3         |           |           |  |  |        |        |        |        |        |        |        |
|  | 3            | Nova Tech Lycurgus Groningen   |              |                              |              |   |   |                                |           |           |           | 3         |           |           |  |  |        |        |        |        |        |        |        |
|  | 6            | Simplex SSS                    | 1            | 3                            | 1            |   |   |                                |           |           |           |           |           |           |  |  |        |        |        |        |        |        |        |
|  | 6            | Simplex SSS                    | 1            | 3                            | 1            |   |   |                                |           |           |           |           |           |           |  |  |        |        |        |        |        |        |        |

### Ćwierćfinały
Format: do dwóch zwycięstw
| Data                             | Godz.                            | Gospodarz                        | Rezultat                                | Gość                         |
| -------------------------------- | -------------------------------- | -------------------------------- | --------------------------------------- | ---------------------------- |
| Nova Tech Lycurgus Groningen (3) | Nova Tech Lycurgus Groningen (3) | Nova Tech Lycurgus Groningen (3) | 2 – 1                                   | (6) Simplex SSS              |
| 3.04.2024                        | 19:30                            | Nova Tech Lycurgus Groningen     | 3:1 (26:24, 20:25, 25:23, 25:20)        | Simplex SSS                  |
| 6.04.2024                        | 19:30                            | Simplex SSS                      | 3:2 (16:25, 25:27, 25:17, 27:25, 15:13) | Nova Tech Lycurgus Groningen |
| 7.04.2024                        | 15:00                            | Nova Tech Lycurgus Groningen     | 3:1 (21:25, 25:21, 25:22, 25:21)        | Simplex SSS                  |
| Numidia VC Limax (4)             | Numidia VC Limax (4)             | Numidia VC Limax (4)             | 2 – 0                                   | (5) Sliedrecht Sport         |
| 3.04.2024                        | 20:00                            | Numidia VC Limax                 | 3:1 (20:25, 25:18, 25:16, 25:20)        | Sliedrecht Sport             |
| 6.04.2024                        | 20:00                            | Sliedrecht Sport                 | 1:3 (23:25, 26:24, 15:25, 20:25)        | Numidia VC Limax             |

Źródło: 

### Półfinały
Format: do trzech zwycięstw
| Data                               | Godz.                              | Gospodarz                          | Rezultat                                | Gość                             |
| ---------------------------------- | ---------------------------------- | ---------------------------------- | --------------------------------------- | -------------------------------- |
| Active Living Orion Doetinchem (1) | Active Living Orion Doetinchem (1) | Active Living Orion Doetinchem (1) | 3 – 2                                   | (4) Numidia VC Limax             |
| 9.04.2024                          | 20:00                              | Active Living Orion Doetinchem     | 1:3 (20:25, 19:25, 25:14, 20:25)        | Numidia VC Limax                 |
| 11.04.2024                         | 20:00                              | Numidia VC Limax                   | 2:3 (21:25, 25:27, 26:24, 26:24, 12:15) | Active Living Orion Doetinchem   |
| 13.04.2024                         | 20:30                              | Active Living Orion Doetinchem     | 2:3 (25:19, 25:19, 26:28, 21:25, 13:15) | Numidia VC Limax                 |
| 14.04.2024                         | 16:30                              | Numidia VC Limax                   | 2:3 (21:25, 25:18, 17:25, 25:23, 11:15) | Active Living Orion Doetinchem   |
| 17.04.2024                         | 20:00                              | Active Living Orion Doetinchem     | 3:2 (25:17, 18:25, 18:25, 25:17, 15:11) | Numidia VC Limax                 |
| Draisma Dynamo Apeldoorn (2)       | Draisma Dynamo Apeldoorn (2)       | Draisma Dynamo Apeldoorn (2)       | 3 – 2                                   | (3) Nova Tech Lycurgus Groningen |
| 9.04.2024                          | 20:00                              | Draisma Dynamo Apeldoorn           | 2:3 (16:25, 25:16, 22:25, 25:19, 13:15) | Nova Tech Lycurgus Groningen     |
| 11.04.2024                         | 19:30                              | Nova Tech Lycurgus Groningen       | 3:0 (25:22, 25:23, 25:14)               | Draisma Dynamo Apeldoorn         |
| 13.04.2024                         | 20:00                              | Draisma Dynamo Apeldoorn           | 3:1 (23:25, 25:15, 25:20, 25:21)        | Nova Tech Lycurgus Groningen     |
| 14.04.2024                         | 15:00                              | Nova Tech Lycurgus Groningen       | 0:3 (18:25, 28:30, 23:25)               | Draisma Dynamo Apeldoorn         |
| 17.04.2024                         | 20:00                              | Draisma Dynamo Apeldoorn           | 3:1 (25:17, 18:25, 25:18, 25:18)        | Nova Tech Lycurgus Groningen     |

Źródło: 

### Finały
Format: do trzech zwycięstw
| Data                               | Godz.                              | Gospodarz                          | Rezultat                                | Gość                           |
| ---------------------------------- | ---------------------------------- | ---------------------------------- | --------------------------------------- | ------------------------------ |
| Active Living Orion Doetinchem (1) | Active Living Orion Doetinchem (1) | Active Living Orion Doetinchem (1) | 3 – 1                                   | (2) Draisma Dynamo Apeldoorn   |
| 20.04.2024                         | 18:00                              | Active Living Orion Doetinchem     | 3:2 (23:25, 25:22, 25:23, 23:25, 15:10) | Draisma Dynamo Apeldoorn       |
| 21.04.2024                         | 16:00                              | Draisma Dynamo Apeldoorn           | 2:3 (25:20, 19:25, 17:25, 26:24, 13:15) | Active Living Orion Doetinchem |
| 24.04.2024                         | 20:00                              | Active Living Orion Doetinchem     | 2:3 (25:23, 25:14, 22:25, 21:25, 10:15) | Draisma Dynamo Apeldoorn       |
| 26.04.2024                         | 20:00                              | Draisma Dynamo Apeldoorn           | 1:3 (25:21, 14:25, 22:25, 23:25)        | Active Living Orion Doetinchem |

Źródło: 

## Klasyfikacja końcowa
| Poz. | Drużyna                        |
| ---- | ------------------------------ |
| 1.   | Active Living Orion Doetinchem |
| 2.   | Draisma Dynamo Apeldoorn       |
| 3.   | Nova Tech Lycurgus Groningen   |
| 4.   | Numidia VC Limax               |
| 5.   | Sliedrecht Sport               |
| 6.   | Simplex SSS                    |
| 7.   | VoCASA Volleybal Nijmegen      |
| 8.   | Prima Donna Kaas Huizen        |
| 9.   | Scherp in Packaging ZVH        |
| —    | Talentteam Papendal Arnhem     |